# Baure
Baure (Bauefre, Baefre, Bafre, Horbaf; gr. Biures) – domniemany władca starożytnego Egiptu z IV dynastii. Nosił tytuł "Syn Króla".
| G39 | N5 |

| G39 | N5 |

| H | Hr · r | bA | f |

| H | Hr · r | bA | f |

| H | Hr · r | bA | f |

| H | Hr · r | bA | f |

| G39 | N5 |

| G39 | N5 |

| H | Hr · r | bA | f |

| H | Hr · r | bA | f |

| H | Hr · r | bA | f |

| H | Hr · r | bA | f |

Był synem Dżedefre i jego żony Chentetki, żoną jego była Meresanch II. Panował w l. 2546-2539 p.n.e. (Kwiatkowski). 
Wg, innego badacza - Aidana Dodsona, był on synem faraona Chufu (Cheops) i nieznanej kobiety. Był księciem i nigdy nie został królem, Baure ożenił się ze swoją przyrodnią siostrą Meresanch II, z którą miał dwie córki, panie Neferkau III i Nebty-tepites. Możliwe mieli jeszcze jednego syna o imieniu Dżaty. Po śmierci Baure, wdowa po nim, Meresanch wyszła ponownie za mąż za faraona Dżedefre albo Chefrena i tak stała się królową. 
Imię jego wymienione jest na skalnej inskrypcji z okresu Średniego Państwa w Wadi el-Hammamat oraz na Papirusie Westcar. Niekiedy utożsamiany z Nebką II (Helck, Grimal). Według niektórych (Schneider) przypuszczalnie nie panował nigdy, był tylko jednym z synów władcy.
Horbaef (Baure) został pochowany w mastabie G 7410-7420 w Gizie razem z Meresanch II.